# Алессіо Фоконі
Алессіо Фоконі (англ. Eli Dershwitz, нар. 22 листопада 1989) — італійський фехтувальник на рапірах, срібний призер Олімпійських ігор 2024 року, триразовий чемпіон світу.

## Біографія
Алессіо Фоконі народився 22 листопада 1989 року у Римі, але фехтуванням почав займатися у місті Терні, область Умбрія, у 2005 році.
Перебуваючи довгий період часу у складі своєї національної команди брав участь у етапах Кубка світу та Гран-прі, однак пробитися в основну четвірку спортсменів, які виступали на чемпіонатах Європи та світу йому не вдавалося.
У 2015 році зумів в особистих змаганнях стати чемпіоном перших Європейських ігор, а також вибороти срібну нагороду разом з командою.
У 2017 році на своєму першому Чемпіонаті Європи зайняв індивідуальне 10-те місце та виборов бронзу разом з командою, що стало його дебютною нагородою на турнірах такого рівня. Через місяць на чемпіонаті світу поступився за вихід у півфінал японському фехтувальнику Такахіро Шікіне, та став сьомим. Разом з командою спортсмену вдалося перемогти та вперше стати чемпіоном світу. Сезон Фоконі завершив на 4-му місці рейтингу FIE.
2018 рік став для спортсмена ще успішнішим. Чемпіонат Європи він закінчив на 10-му місці, як і рік тому, а з командою став срібним призером. До чемпіонату світу Фоконі підходив у статусі лідера світового рейтингу та головного фаворита, що він і підтвердив на турнірі, ставши чемпіоном. На шляху до золота спортсмен переміг Петера Йоппіха, Міхала Сіесса, Максимільєна ван Хаастера, Енцо Лефора, Хо Чжуна та Річарда Крузе.

## Виступи на Олімпіадах
| Олімпіада  | Дисципліна           | Місце |
| ---------- | -------------------- | ----- |
| Токіо 2020 | індивідуальна рапіра | 9     |
| Токіо 2020 | командна рапіра      | 5     |
| Париж 2024 | командна рапіра      | 2     |